# Lucija Leko
Lucija Leko (* 14. August 2003 in Zagreb) ist eine kroatische Diskuswerferin, die gelegentlich auch im Kugelstoßen an den Start geht.

## Sportliche Laufbahn
Erste Erfahrungen auf Wettkämpfen internationaler Ebene sammelte Lucija Leko im Jahr 2021, als sie bei den U20-Balkan-Meisterschaften in Istanbul mit einer Weite von 45,05 m den sechsten Platz im Diskuswurf belegte. Anschließend schied sie bei den U20-Europameisterschaften in Tallinn mit 44,54 m in der Qualifikationsrunde aus. Im Jahr darauf gewann sie bei den U20-Balkan-Hallenmeisterschaften in Belgrad mit 13,73 m die Bronzemedaille. Im Juli siegte sie mit 47,80 m bei den U20-Balkan-Meisterschaften in Denizli im Diskuswurf und anschließend gelangte sie bei den U20-Weltmeisterschaften in Cali mit 47,68 m auf den zehnten Platz. 2023 wurde sie bei der 2. Liga der Team-Europameisterschaft im Zuge der Europaspiele in Chorzów mit 13,74 m Zehnte im Kugelstoßen. Anschließend belegte sie bei den U23-Europameisterschaften in Espoo mit 52,95 m den sechsten Platz im Diskusbewerb und verpasste mit der Kugel mit 13,19 m den Finaleinzug. Kurz darauf belegte sie bei den Balkan-Meisterschaften in Kraljevo mit 15,02 m den vierten Platz und gewann im Diskuswurf mit 53,11 m die Silbermedaille hinter der Türkin Özlem Becerek. Im Jahr darauf siegte sie bei den U23-Mittelmeer-Meisterschaften in Ismailia mit 52,92 m im Diskuswurf und sicherte sich im Kugelstoßen mit 15,84 m die Silbermedaille hinter der Türkin Pınar Akyol. Kurz darauf belegte sie bei den Balkan-Meisterschaften in Izmir mit 14,16 m den sechsten Platz im Kugelstoßen und gelangte mit dem Diskus mit 56,87 m auf Rang vier. Anschließend verpasste sie bei den Europameisterschaften in Rom mit 15,61 m und 56,97 m jeweils den Finaleinzug. Zudem begann sie ein Studium an der University of California, Berkeley in den Vereinigten Staaten.
2025 belegte sie bei der 2. Liga der Team-Europameisterschaft in Maribor mit 15,68 m den vierten Platz im Kugelstoßen und anschließend schied sie bei den U23-Europameisterschaften in Bergen mit 14,87 m in der Qualifikationsrunde aus. Zudem belegte sie im Diskusbewerb mit 52,05 m den siebten Platz.
2023 wurde Leko kroatische Meisterin im Kugelstoßen im Freien und auch in der Halle.

## Persönliche Bestleistungen
- Kugelstoßen: 17,10 m, 29. Mai 2025 in College Station
- Diskuswurf: 58,48 m, 19. Juni 2024 in Maribor